# 歩兵第340連隊
歩兵第340連隊（ほへいだい340れんたい、歩兵第三百四十聯隊）は、大日本帝国陸軍の連隊の一つ。

## 沿革
大東亜戦争（太平洋戦争・第二次世界大戦）末期の1945年（昭和20年）5月23日、第三次兵備により本土決戦（陸軍省コードネーム決号作戦、米軍コードネームコロネット作戦）に備え新設された第224師団の歩兵連隊の一つとして広島で編成された。兵力補充は中国軍管区の歩兵第1補充隊で担当した。
第54軍隷下で静岡県への移駐準備中だった同年8月6日、アメリカ海軍B-29エノラ・ゲイから投下された原子爆弾リトルボーイの炸裂による熱線、放射線で甚大な被害を受け、多くの兵士が戦死。本連隊は壊滅状態に陥った。

その後、残存部隊は広島を衛戍地としていた第59軍および留守第5師団と共に被爆直後の広島市民に対する救護活動に重点が置かれ、連合国軍と交戦することのないまま終戦を迎えた。本連隊および第224師団、第59軍は同年9月5日までに復員、任務を厚生省に引き継いだ。

## 歴代連隊長
| 代 | 氏名 | 在任期間 | 出身校・期 | 備考 |
| -- | ---- | -------- | ---------- | ---- |
|    | 不明 |          |            |      |